# Sândominic
Sândominic (węg. Csíkszentdomokos) – wieś w Rumunii, w okręgu Harghita, w gminie Sândominic. W 2011 roku liczyła 6110 mieszkańców.

## Położenie
Wieś leży na północnym skraju Kotliny Ciuc, w dolinie źródłowego odcinka Aluty, u południowych podnóży gór Giurgeu, ok. 30 km na północ od Miercurea-Ciuc. Przebiega przez nią linia kolejowa z Braszowa na południu do doliny Maruszy na północy, a także droga z Miercurea-Ciuc do Gheorgheni w Kotlinie Giurgeu.